# Diochlistus melleipennis
Diochlistus melleipennis är en tvåvingeart som först beskrevs av John Obadiah Westwood 1848.  Diochlistus melleipennis ingår i släktet Diochlistus och familjen Mydidae. Inga underarter finns listade i Catalogue of Life.